# Morti nel 1974/Dicembre
| Questa pagina contiene informazioni ricavate automaticamente dalle voci biografiche con l'ausilio del template Bio e di un bot. L'aggiornamento è periodico e automatico e ricostruisce completamente la pagina. Se manca una persona in questa lista, sei pregato di non aggiungerla, ma accertati piuttosto che la sua voce biografica contenga il template Bio e che i dati anagrafici siano correttamente compilati. Se il template Bio manca, inseriscilo tu stesso o, in alternativa, metti l'avviso {{tmp\|Bio}} che ne segnala la mancanza. Se i dati riportati sono sbagliati, correggi direttamente la voce biografica; le modifiche saranno visibili in questa lista entro pochi giorni. Per chiarimenti vedi il progetto biografie. La lista contiene solo le 96 persone che sono citate nell'enciclopedia e per le quali è stato implementato correttamente il template Bio. Pagina aggiornata al 3 mar 2024. |

- 1º dicembre - Lajos Zilahy, scrittore ungherese (n. 1891)
- 2 dicembre - Italo Gismondi, architetto e archeologo italiano (n. 1887)
- 2 dicembre - Umberto Dario Paulucci de Calboli, ufficiale e ingegnere italiano (n. 1889)
- 2 dicembre - Max Weber, politico svizzero (n. 1897)
- 3 dicembre - Władysław Bukowiński, presbitero polacco (n. 1904)
- 3 dicembre - Adolfo Saporetti, pittore italiano (n. 1907)
- 4 dicembre - Lee Kinsolving, attore statunitense (n. 1938)
- 4 dicembre - Emanuel Schäfer, militare tedesco (n. 1900)
- 5 dicembre - Pietro Germi, regista, sceneggiatore e attore italiano (n. 1914)
- 5 dicembre - Hazel Hotchkiss Wightman, tennista statunitense (n. 1886)
- 5 dicembre - Andrea Lombardini, militare italiano (n. 1940)
- 5 dicembre - Carlo Petrangeli, attore italiano (n. 1904)
- 5 dicembre - Italo Pizziolo, calciatore italiano (n. 1912)
- 5 dicembre - Zaharia Stancu, scrittore, poeta e filosofo rumeno (n. 1902)
- 6 dicembre - Maximilian de Angelis, generale austriaco (n. 1889)
- 6 dicembre - Nikolaj Gerasimovič Kuznecov, ammiraglio e politico sovietico (n. 1904)
- 6 dicembre - Roberto Oros di Bartini, ingegnere aeronautico italiano (n. 1897)
- 6 dicembre - Gérard de Balorre, cavaliere francese (n. 1899)
- 7 dicembre - Pierre Renouvin, storico francese (n. 1893)
- 7 dicembre - Paul Wartelle, ginnasta francese (n. 1892)
- 8 dicembre - Franz Wagner, calciatore e allenatore di calcio austriaco (n. 1911)
- 9 dicembre - Giuseppe Giustacchini, calciatore italiano (n. 1900)
- 9 dicembre - Francesco Perri, scrittore e giornalista italiano (n. 1885)
- 9 dicembre - Hans Traut, generale tedesco (n. 1895)
- 10 dicembre - Gino Bonzi, calciatore italiano (n. 1911)
- 10 dicembre - Paul Richards, attore statunitense (n. 1924)
- 10 dicembre - Aristodemo Santamaria, calciatore italiano (n. 1892)
- 11 dicembre - María Maravillas de Jesús, religiosa e mistica spagnola (n. 1891)
- 11 dicembre - Walter Coy, attore statunitense (n. 1909)
- 11 dicembre - Greta Gonda, attrice austriaca (n. 1917)
- 11 dicembre - Reed Hadley, attore statunitense (n. 1911)
- 11 dicembre - Ward McLanahan, astista e ostacolista statunitense (n. 1883)
- 12 dicembre - Carlo Diano, grecista, filologo classico e filosofo italiano (n. 1902)
- 12 dicembre - Gino Franceschini, storico italiano (n. 1890)
- 12 dicembre - Berndt-Otto Rehbinder, schermidore svedese (n. 1918)
- 13 dicembre - John Godolphin Bennett, matematico e ingegnere britannico (n. 1897)
- 13 dicembre - Robert Bennett, martellista statunitense (n. 1919)
- 13 dicembre - Yakup Kadri Karaosmanoğlu, scrittore, giornalista e diplomatico turco (n. 1889)
- 13 dicembre - Giulio Melecchi, dirigente sportivo e calciatore italiano (n. 1924)
- 13 dicembre - Domenico Mondelli, militare e aviatore italiano (n. 1886)
- 13 dicembre - Henry de Monfreid, avventuriero e scrittore francese (n. 1879)
- 13 dicembre - José Navarro, cavaliere spagnolo (n. 1897)
- 13 dicembre - Benjamin Solari Parravicini, pittore, gallerista e astrologo argentino (n. 1889)
- 14 dicembre - Nina Agadžanova-Šutko, rivoluzionaria, sceneggiatrice e regista sovietica (n. 1889)
- 14 dicembre - Fritz Hagmann, lottatore svizzero (n. 1901)
- 14 dicembre - Kurt Hahn, pedagogista tedesco (n. 1886)
- 14 dicembre - Walter Lippmann, giornalista e politologo statunitense (n. 1889)
- 14 dicembre - Fritz Szepan, calciatore e allenatore di calcio tedesco (n. 1907)
- 15 dicembre - Anatole Litvak, regista, sceneggiatore e produttore cinematografico ucraino (n. 1902)
- 15 dicembre - Leonardo Spreafico, pittore italiano (n. 1907)
- 16 dicembre - Ivan Alekseevič Susloparov, generale sovietico (n. 1897)
- 16 dicembre - Kostas Varnalis, poeta e scrittore greco (n. 1884)
- 17 dicembre - Hans Hausamann, fotografo e giornalista svizzero (n. 1897)
- 17 dicembre - Wilhelm Massmann, compositore di scacchi tedesco (n. 1895)
- 17 dicembre - Aytsemnik Urartu, scultrice armena (n. 1899)
- 18 dicembre - Agustín Barboza, cantautore, chitarrista e compositore paraguaiano (n. 1913)
- 18 dicembre - Harry Hooper, giocatore di baseball statunitense (n. 1887)
- 19 dicembre - Rodolfo Vicentini, politico italiano (n. 1896)
- 20 dicembre - André Jolivet, compositore francese (n. 1905)
- 21 dicembre - Félix Amiot, ingegnere francese (n. 1894)
- 21 dicembre - Silvano Ceccherini, anarchico e scrittore italiano (n. 1915)
- 21 dicembre - Richard Long, attore statunitense (n. 1927)
- 21 dicembre - Luis Marín Sabater, calciatore spagnolo (n. 1906)
- 21 dicembre - Théodore Nouwens, calciatore belga (n. 1908)
- 22 dicembre - Ivison Macadam, ingegnere scozzese (n. 1894)
- 22 dicembre - Spartaco Beltrand, politico italiano (n. 1905)
- 22 dicembre - Fosco Giachetti, attore italiano (n. 1900)
- 23 dicembre - Norman Squire, giocatore di snooker australiano (n. 1909)
- 24 dicembre - Thérèse Debains, pittrice francese (n. 1897)
- 24 dicembre - Albert Defant, meteorologo e oceanografo austriaco (n. 1884)
- 24 dicembre - Ida Kar, fotografa russa (n. 1908)
- 24 dicembre - Theophil Spoerri, filologo svizzero (n. 1890)
- 24 dicembre - Sentarō Ōmori, ammiraglio giapponese (n. 1892)
- 25 dicembre - Giacomo Devoto, glottologo e linguista italiano (n. 1897)
- 25 dicembre - Ahmad Isma'il 'Ali, generale egiziano (n. 1917)
- 25 dicembre - Frédéric Martenet, calciatore svizzero (n. 1893)
- 26 dicembre - Jack Benny, attore, comico e showman statunitense (n. 1894)
- 26 dicembre - Frank Hussey, velocista statunitense (n. 1905)
- 26 dicembre - Alan Noel Latimer Munby, saggista e scrittore inglese (n. 1913)
- 26 dicembre - Farid al-Atrash, compositore, cantante e attore siriano (n. 1910)
- 27 dicembre - Sam Comer, scenografo statunitense (n. 1893)
- 27 dicembre - Vladimir Aleksandrovič Fok, fisico sovietico (n. 1898)
- 27 dicembre - Ned Maddrell,  mannese (n. 1877)
- 27 dicembre - Victor Samuel Summerhayes, botanico britannico (n. 1897)
- 28 dicembre - Giuseppe Dozza, politico italiano (n. 1901)
- 28 dicembre - Guido Fantoni, lottatore italiano (n. 1919)
- 28 dicembre - Ugo Moncada di Paternò, nobile, politico e imprenditore italiano (n. 1890)
- 28 dicembre - Evelina Paoli, attrice italiana (n. 1878)
- 28 dicembre - Angelo Zorzi, ginnasta italiano (n. 1890)
- 29 dicembre - Alessandro Cervellati, pittore, scrittore e illustratore italiano (n. 1892)
- 29 dicembre - Robert Ellis, attore, sceneggiatore e regista statunitense (n. 1892)
- 30 dicembre - Alice Halicka, pittrice polacca (n. 1889)
- 30 dicembre - Edvard Linna, ginnasta finlandese (n. 1886)
- 30 dicembre - Ricardo Margarit Calvet, canottiere spagnolo (n. 1884)
- 31 dicembre - Antonio Lepore, politico italiano (n. 1897)
- 31 dicembre - Robert Pache, calciatore svizzero (n. 1897)